# Saul Alinsky
Saul David Alinsky (30. ledna 1909 Chicago, Illinois – 12. června 1972 Carmel-by-the-Sea, Kalifornie) byl americký teoretik aktivismu. Jeho nejvýznamnějším spisem jsou Rules for Radicals („Pravidla pro radikály“) z roku 1971.

## Život
Narodil se do rodiny ruských Židů v Chicagu. Vystudoval archeologii a kriminologii a 8 let pracoval v Illinois jako kriminolog. Svou první kampaň začal v roce 1938. Od roku 1940 školil aktivisty. Za svou činnost byl i ve vězení.

## Dílo
- Reveille for Radicals (1946)
- John L. Lewis (1949)
- Rules for Radicals (1971)